# Zenobia z Iberii
Zenobia (gruz.: ზენობია) (zm. I wiek) – gruzińska księżniczka, królowa Armenii w latach 51-55. Pochodziła z dynastii Parnawazydów. Była żoną Radamista.